# Albert Lamorisse
Albert Lamorisse (Paris, 13 de janeiro de 1922 – Karaj Dam, 2 de junho de 1970) foi um cineasta, roteirista, produtor e escritor francês. Ele ganhou fama internacional pelo filme O Balão Vermelho que ganhou o Grande Prêmio de Cannes de 1956, e um Oscar.

## Filmografia
Curta-metragem
- Bim le petit âne (1950)
- Crin-Blanc (1953)
- Le Ballon rouge (1956)

Longa-metragem
- Le Voyage en ballon (1960)
- Fifi la plume (1965)
- Le Vent des amoureux (1978)

Documentários
- Djerba (1947)
- Versailles (1967)
- Paris jamais vu (1967)
- Le Vent des amoureux (1978)